# Шампаньи, Жан Батист Номпер де
Жан Батист Номпер де Шампаньи, герцог де Кадор ( 4 августа 1756, Руан — 3 июля 1834, Париж) — французский политический деятель.

## Биография
Служил во флоте с 1774 года; отличился в Американской войне за независимость, где воевал добровольцем, вышел в отставку в 1787 году. В 1789 году был избран членом от дворянства в Генеральные штаты, где сразу явился решительным, хотя и умеренным сторонником революции, и одним из первых в июне 1789 года присоединился к третьему сословию и в Учредительном собрании занялся вопросами реорганизации военно-морского флота. Во время террора был арестован и до 9 термидора находился в тюрьме. С 1791 по 1799 год жил частной жизнью, пока Наполеон I не сделал его членом государственного совета.
В 1801 году назначен посланником в Вену, в августе 1804 года — министром внутренних дел, занимал этот пост три года, курируя также вопросы призыва в армию, управление общественными работами и организацию промышленной выставки 1808 года. Когда Талейран должен был оставить пост министра иностранных дел, Наполеон в августе 1807 года назначил на его место Шампаньи, который был гораздо менее самостоятелен, чем его предшественник, и одобрял безусловно всё, что делал Наполеон. В 1808 году пожалован титулом герцога де Кадор.
В его управление совершилась оккупация Португалии и Папской области (апрель 1808 года), низвергнут испанский король и заменён Жозефом Бонапартом (май 1808 года). В 1809 году Шампаньи сопровождал императора на театр военных действий в Германии и Австрии и затем вёл переговоры о Венском мире. Он же по возвращении в Париж руководил переговорами с венским двором о втором браке Наполеона. В апреле 1811 года Наполеон стал обвинять Шампаньи в том, что он не понял намерений императора относительно России. В апреле 1811 года Шампаньи был замещён Маре, герцогом Бассано, и получил место генерального интенданта доменов короны, позднее (1813 год) — также звание сенатора и место члена совета регентства. При приближении союзников к Парижу он противился отъезду из него императрицы Марии-Луизы, но сопровождал её в Блуа, потом в Вену, где безуспешно пытался склонить австрийского императора отделиться от союзников и охранять интересы своего внука, короля Римского. После возвращения Наполеона с острова Эльба Шампаньи стал на его стороне и был назначен пэром Франции. При второй реставрации он удалился в частную жизнь, но в 1819 году вновь получил звание пэра. В Палате пэров принадлежал к консервативной партии.

### Награды
- Орден Почётного легиона, большой орёл (1.02.1805)
- Орден Почётного легиона, великий офицер (14.06.1804)
- Орден Почётного легиона, легионер (2.10.1803)
- Орден Воссоединения (1811)
- Орден Святого Людовика (12.04.1782)
- Австрийский орден Леопольда, большой крест (Австрия,1810)
- Орден Святого Губерта (Королевство Бавария)
- Орден Верности, большой крест (Великое герцогство Баден)
- Рыцарский орден Золотого орла, большой крест (Королевство Вюртемберг)
- Орден Святого Иосифа, большой крест (Великое герцогство Вюрцбург, 1810)
- Орден Людвига (Великое герцогство Гессен)
- Орден Железной короны, командор (Королевство Италия)
- Королевский орден Обеих Сицилий, большой крест (Неаполитанское королевство)
- Орден Чёрного орла (Пруссия)
- Орден Святого Андрея Первозванного (Россия, 25.09.1808)[6]
- Орден Святого Александра Невского (Россия, 25.09.1808)[7]
- Орден Святой Анны 1-й степени (Россия, 25.10.1808)[8]
- Орден Рутовой короны, большой крест (Королевство Саксония)
- Орден Цинцинната (США, 1783)